# Аглайя
Агла́йя или аглая (лат. Aglaia) — род цветковых растений семейства Мелиевые (Meliaceae). Содержит 112 видов.

## История открытия
Род и типовой вид рода — аглайя душистая (Aglaia odorata) — были описаны Жуаном ди Лорейру в 1790 году в работе Flora Cochinchinensis, 1, стр. 173.

## Ботаническое описание

### Вегетативные органы
Деревья или кустарники высотой от 3 до 40 м. Некоторые части молодых растений покрыты чешуйками или мягким опушением. Очерёдные или супротивные листья довольно крупные, черешковые. Листовая пластинка простой бывает редко, чаще лист сложный непраноперистый из до 25 листочков. Край листа часто зазубренный. Прилистников нет.

### Цветки и соцветия
Висячие, относительно мелкие, почти сферические цветки собраны в метёлки, которые, в свою очередь, образуют кистевидное соцветие. Растения двудомные, цветки однодомные. Мелкие ароматные цветки 3- или 5-членные, с двойным околоцветником. 3—5 коротких или длинных чашелистиков срастаются. Мужские цветки содержат 3-5—10-12 тычинок. В женских цветках имеется 1—3 (редко 4) 1—3-гнёздных завязи. В каждом гнезде находится 1—2 семязачатков. Рыльце овальное или в форме короткого цилиндра.

### Плоды и семена
Плод — ягода, орех или, реже, коробочка. Волокнистый перикарпий плода нередко содержит млечный сок. Крупные семена окружены сочными ариллусами.

## Распространение
Обитают в тропиках и субтропиках Юго-Восточной Азии, Северной Австралии и Океании.

## Хозяйственное значение и применение
Некоторые представители обладают ценной древесиной. Другие имеют съедобные плоды, ароматные цветки или обладают медицинскими свойствами. У некоторых представителей выявлена инсектицидная биоактивность.

## Синонимы
- Amoora Roxb.
- Andersonia Roxb.
- Argophilum Blanco
- Beddomea Hook. f.
- Camunium Roxb.
- Euphora Griff.
- Hearnia F.Muell.
- Lepiaglaia Pierre
- Merostela Pierre
- Milnea Roxb.
- Nemedra A.Juss.
- Nimmoia Wight
- Oraoma Turcz.
- Selbya M.Roem.[4]

## Виды
По информации базы данных The Plant List, род включает 114 видов, некоторые из них:
- Aglaia argentea Blume
- Aglaia heterotricha A.C.Sm.
- Aglaia odorata Lour. — Аглайя душистая
- Aglaia spectabilis (Miq.) S.S.Jain & S.Bennet
- Aglaia tomentosa Teijsm. & Binn.